# Campeonato Carioca de Futebol de 2003
O Campeonato Carioca de Futebol de 2003 foi a 106.ª edição da principal divisão do futebol no Rio de Janeiro.

## Primeira divisão

### Fórmula de disputa
O Campeonato Carioca de 2003 foi disputado em um turno único, com os 12 clubes participantes se enfrentando. O vencedor desse turno levou a Taça Guanabara. 
Os quatro melhores colocados se enfrentaram nas semifinais em dois jogos: (1º x 4º e 2º x 3º) com vantagem do empate, caso houvesse igualdade em número de pontos e no saldo de gols entre as equipes semifinalistas, para os de melhor campanha até aquele momento. 
A equipe com melhor desempenho nas semifinais levou a Taça Rio. 
As finais também foram disputadas em dois jogos e o time de melhor campanha na Taça Guanabara levaria a vantagem do empate, seguindo o mesmo critério da fase anterior. 
Foi decidido que o critério de rebaixamento seria aplicado apenas ao último classificado.
O critério de desempate foi o seguinte:
1) Maior número de vitórias;
2) Maior saldo de gols;
3) Maior número de gols feitos;
4) Confronto direto (entre dois clubes apenas);
5) Sorteio.

### Artilheiros
| # | Jogador            | Clube         | Gols |
| - | ------------------ | ------------- | ---- |
| 1 | Fábio Bala         | Fluminense    | 10   |
| 2 | Petković           | Vasco da Gama | 8    |
| 3 | Sorato             | Madureira     | 7    |
|   | Marcelinho Carioca | Vasco da Gama | 7    |
| 5 | Zé Carlos          | Flamengo      | 6    |

### Taça Guanabara

#### 1ª fase

##### Classificação
| Classificação da 1ª Fase | Classificação da 1ª Fase | Classificação da 1ª Fase | Classificação da 1ª Fase | Classificação da 1ª Fase | Classificação da 1ª Fase | Classificação da 1ª Fase | Classificação da 1ª Fase | Classificação da 1ª Fase | Classificação da 1ª Fase |
| Time | Time                     | PG                       | J                        | V                        | E                        | D                        | GP                       | GC                       | SG                       |
| --- | ------------------------ | ------------------------ | ------------------------ | ------------------------ | ------------------------ | ------------------------ | ------------------------ | ------------------------ | ------------------------ |
| 1 | Vasco da Gama            | 24                       | 11                       | 7                        | 3                        | 1                        | 21                       | 15                       | +6                       |
| 2 | Flamengo                 | 22                       | 11                       | 6                        | 4                        | 1                        | 23                       | 11                       | +12                      |
| 3 | Fluminense               | 20                       | 11                       | 6                        | 2                        | 3                        | 16                       | 12                       | +4                       |
| 4 | Americano                | 20                       | 11                       | 5                        | 5                        | 1                        | 25                       | 13                       | +12                      |
| 5 | Botafogo                 | 17                       | 11                       | 5                        | 2                        | 4                        | 18                       | 20                       | -2                       |
| 6 | América                  | 13                       | 11                       | 4                        | 1                        | 6                        | 10                       | 11                       | -1                       |
| 7 | Bangu                    | 13                       | 11                       | 3                        | 4                        | 4                        | 10                       | 13                       | -3                       |
| 8 | Olaria                   | 12                       | 11                       | 3                        | 3                        | 5                        | 11                       | 14                       | -3                       |
| 9 | Madureira                | 11                       | 11                       | 3                        | 2                        | 6                        | 11                       | 17                       | -6                       |
| 10 | Friburguense             | 11                       | 11                       | 2                        | 5                        | 4                        | 10                       | 13                       | -3                       |
| 11 | Cabofriense              | 10                       | 11                       | 2                        | 4                        | 5                        | 11                       | 18                       | -7                       |
| 12 | Volta Redonda            | 8                        | 11                       | 1                        | 5                        | 5                        | 8                        | 17                       | -9                       |
| PG - pontos ganhos; J - jogos; V - vitórias; E - empates; D - derrotas; GP - gols pró; GC - gols contra; SG - saldo de gols |                          |                          |                          |                          |                          |                          |                          |                          |                          |

#### Final
| 19 de Março de 2003 | Fluminense        | 1 – 2 | Vasco da Gama                    | Maracanã, Rio de Janeiro Público: 31.553 Árbitro: Edílson Soares da Silva PE |
|                     | Alex Oliveira 65' |       | Marcelinho Carioca 29' Souza 57' |                                                                              |

| 23 de Março de 2003 | Vasco da Gama         | 2 – 1 | Fluminense    | Maracanã, Rio de Janeiro Público: 77.590 Árbitro: Samir Yarak RJ |
|                     | Léo Lima 1' Souza 60' |       | Ademilson 21' |                                                                  |

| Campeonato Carioca 2003            |
| ---------------------------------- |
| Vasco da Gama Campeão (22º título) |